# Nguyễn Tiến Minh
Nguyễn Tiến Minh (* 12. Februar 1983 in Ho-Chi-Minh-Stadt, Vietnam) ist ein vietnamesischer Badmintonspieler.

## Sportliche Karriere
Nguyễn Tiến Minh gewann in Vietnam von 2003 bis 2009 alle Herreneinzeltitel bei den nationalen Meisterschaften. 2006 gewann er zusätzlich das Doppel mit Trần Thanh Hải und 2007 mit Nguyễn Quang Minh.
Bei den SEA Games erkämpfte er sich 2005 und 2007 jeweils die Bronzemedaille im Herreneinzel, während er es 2009 nur ins Viertelfinale schaffte. 2008 siegte er bei den Vietnam Open in der gleichen Disziplin. Bei der Olympiade im gleichen Jahr wurde er Siebzehnter. 2009 gewann er die Thailand Open und die Chinese Taipei Open. 2009 nahm er ebenso wie 2006 und 2007 an den Badminton-Weltmeisterschaften teil.